# Club de Madrid
Der 2001 gegründete Club de Madrid ist eine internationale Organisation mit Sitz in Madrid. Die Non-Profit-Organisation hat den Zweck, die Zusammenarbeit und die Demokratie zu fördern.
Der Organisation gehören aktuell (2019) 107 ordentliche Mitglieder an. Vorsitzende ist die Lettin Vaira Vīķe-Freiberga, stellvertretende Vorsitzende die costa-ricanische Politikwissenschaftlerin Laura Chinchilla.

## Mitglieder
Ordentliche Mitglieder sind:
|  | Name                         | Staatsangehörigkeit     | Partei                         | Ämter |
|  | ---------------------------- | ----------------------- | ------------------------------ | --- |
|  | Valdas Adamkus               | Litauen                 | Parteilos                      | Präsident von Litauen (1998–2003, 2004–2009) |
|  | Esko Aho                     | Finnland                | Finnische Zentrumspartei       | Premierminister von Finnland (1991–1995) |
|  | Óscar Arias Sánchez          | Costa Rica              | PLN                            | Präsident von Costa Rica (1986–1990, 2006–2010) |
|  | José María Aznar             | Spanien                 | PP                             | Premierminister von Spanien (1996–2004) |
|  | Michelle Bachelet            | Chile                   | PS                             | Präsident von Chile (2006–2010, 2014–2018) Exekutivdirektorin der UN Women (2010–2013) Hoher Kommissar der Vereinten Nationen für Menschenrechte (2018–2022) |
|  | José Manuel Barroso          | Portugal                | PSD                            | Ministerpräsident von Portugal (2002–2004) |
|  | Carl Bildt                   | Schweden                | M                              | Premierminister von Schweden (1991–1994) Hoher Repräsentant für Bosnien und Herzegowina (1995–1997)                                                          |
|  | Valdis Birkavs               | Lettland                | Latvijas Ceļš                  | Premierminister von Lettland (1993–1994) |
|  | Kjell Magne Bondevik         | Norwegen                | KrF                            | Ministerpräsident von Norwegen (1997–2000, 2001–2005) |
|  | Gro Harlem Brundtland        | Norwegen                | AP                             | Ministerpräsident von Norwegen (1981, 1986–1989, 1990–1996) Generaldirektorin der Weltgesundheitsorganisation (1998–2003)                                    |
|  | John Bruton                  | Irland                  | Fine Gael                      | Taoiseach of Ireland (1994–1997) EU-Botschafter in den Vereinigten Staaten (2004–2009)                                                                       |
|  | Jerzy Buzek                  | Polen                   |                                | Ministerpräsident Polens (1997–2001) Präsident des Europäischen Parlamentes (2009–2012)                                                                      |
|  | Felipe Calderón              | Mexiko                  | PAN                            | Präsident von Mexiko (2006–2012) |
|  | Micheline Calmy-Rey          | Schweiz                 | SP                             | Mitglied des Bundesrates (2003–2011) (Bundespräsidentin 2011)                                                                                                |
|  | Kim Campbell                 | Kanada                  | PC                             | Premierminister von Kanada (1993) |
|  | Fernando Henrique Cardoso    | Brasilien               | PSDB                           | Präsident von Brasilien (1995–2003) |
|  | Aníbal Cavaco Silva          | Portugal                | PPD-PSD                        | Premierminister von Portugal (1985–1995) Präsident von Portugal (2006–2016)                                                                                  |
|  | Laura Chinchilla             | Costa Rica              | PLN                            | Staatspräsidentin von Costa Rica (2010–2014) |
|  | Joaquim Chissano             | Mosambik                | FRELIMO                        | Präsident von Mosambik (1986–2005) |
|  | Jean Chrétien                | Kanada                  | Liberale Partei Kanadas        | Premierminister von Kanada (1993–2003) |
|  | Helen Clark                  | Neuseeland              | NZLP                           | Premierministerin von Neuseeland (1999–2008) |
|  | Bill Clinton                 | Vereinigte Staaten      | D                              | Präsident der Vereinigten Staaten (1993–2001) |
|  | Filip Dimitrow               | Bulgarien               | SDS                            | Premierminister von Bulgarien (1991–1992) |
|  | Luísa Diogo                  | Mosambik                | FRELIMO                        | Präsident von Mozambik (2004–2010) |
|  | Leonel Fernández             | Dominikanische Republik | PLD                            | Präsident der Dominikanischen Republik (1996–2000, 2004–2012)                                                                                                |
|  | José María Figueres          | Costa Rica              | PLN                            | Präsident von Costa Rica (1994–1998) |
|  | Vigdís Finnbogadóttir        | Island                  | Parteilos                      | Präsident von Island (1980–1996) |
|  | Vicente Fox                  | Mexiko                  | PAN                            | Präsident von Mexiko (2000–2006) |
|  | Eduardo Frei Ruiz-Tagle      | Chile                   | PDC                            | Präsident von Chile (1994–2000) |
|  | Yasuo Fukuda                 | Japan                   | LDP                            | Premierminister von Japan (2007–2008) |
|  | Joachim Gauck                | Deutschland             | parteilos                      | Bundespräsident (2012–2017) |
|  | César Gaviria                | Kolumbien               | PLC                            | Präsident von Kolumbien (1990–1994) Generalsekretär der Organisation Amerikanischer Staaten (1994–2004)                                                      |
|  | Amin Gemayel                 | Libanon                 | Kata’ib                        | Präsident des Libanons (1982–1988) |
|  | Felipe González              | Spanien                 | PSOE                           | Premierminister von Spanien (1982–1996) |
|  | Alfred Gusenbauer            | Österreich              |                                | Bundeskanzler (2007–2008) |
|  | António Guterres             | Portugal                | PS                             | Premierminister von Portugal (1995–2002) Hoher Flüchtlingskommissar der Vereinten Nationen (2005–2015) UNO-Generalsekretär (2017–)                           |
|  | Tarja Halonen                | Finnland                | SDP                            | Präsident von Finnland (2000–2012) |
|  | Han Seung-soo                | Südkorea                | Saenuri-Partei                 | Premierminister von Südkorea (2008–2009) |
|  | François Hollande            | Frankreich              | PS                             | Staatspräsident der Französischen Republik (2012–2017) |
|  | Osvaldo Hurtado              | Ecuador                 | DP                             | Präsident von Ecuador (1981–1984) |
|  | Hamadi Jebali                | Tunesien                | Ennahdha                       | Regierungschef von Tunesien (2011–2013) |
|  | Ellen Johnson Sirleaf        | Liberia                 | UP                             | Präsidentin von Liberia (2006–2018) |
|  | Mehdi Jomaâ                  | Tunesien                | Parteilos                      | Regierungschef von Tunesien (2014–2015) |
|  | Alain Juppé                  | Frankreich              | UMP                            | Premierminister von Frankreich (1995–1997) |
|  | Milan Kučan                  | Slowenien               | SD                             | Staatspräsident (Slowenien) (1991–2002) |
|  | John Kufuor                  | Ghana                   | New Patriotic Party            | Präsident von Ghana (2001–2009) Vorsitzender der Afrikanischen Union (2007–2008)                                                                             |
|  | Chandrika Kumaratunga        | Sri Lanka               | SLFP                           | Präsident von Sri Lanka (1994–2005) |
|  | Aleksander Kwaśniewski       | Polen                   | Parteilos (seit 1995)          | Präsident von Polen (1995–2005) |
|  | Luis Alberto Lacalle         | Uruguay                 | PN                             | Präsident von Uruguay (1990–1995) |
|  | Ricardo Lagos                | Chile                   | PPD                            | Präsident von Chile (2000–2006) |
|  | Zlatko Lagumdžija            | Bosnien und Herzegowina | SDP                            | Ministerpräsident von Bosnien und Herzegowina (2001–2002) |
|  | Lee Hong-koo                 | Südkorea                | NKP                            | Premierminister von Korea (1994–1995) |
|  | Yves Leterme                 | Belgien                 | CD&V                           | Premierminister von Belgien (2008, 2009–2011) |
|  | Thabo Mbeki                  | Südafrika               | ANC                            | Präsident von Südafrika (1999–2008) |
|  | Rexhep Meidani               | Albanien                | SP                             | Präsident der Republik Albanien (1997–2002) |
|  | Carlos Mesa                  | Bolivien                | parteilos                      | Präsident von Bolivien (2003–2005) |
|  | James Michel                 | Seychellen              | -                              | Präsident der Republik Seychellen (2004–2016) |
|  | Benjamin Mkapa               | Tansania                | CCM                            | Präsident von Tansania (1995–2005) |
|  | Festus Mogae                 | Botswana                | BDP                            | Präsident von Botswana (1998–2008) |
|  | Olusegun Obasanjo            | Nigeria                 | PDP                            | Regierungschef von Nigeria (1976–1979) Präsident von Nigeria (1999–2007)                                                                                     |
|  | Punsalmaagiin Otschirbat     | Mongolei                | -                              | Staatspräsident der Mongolei (1990–1997) |
|  | Rosa Otunbajewa              | Kirgisistan             | SDPK (2007–2010)               | Präsident von Kirgisistan (2010–2011) |
|  | Anand Panyarachun            | Thailand                | Parteilos                      | Premierminister von Thailand (1991–1992) |
|  | Giorgos A. Papandreou        | Griechenland            | PASOK                          | Premierminister von Griechenland (2009–2011) |
|  | Andrés Pastrana Arango       | Kolumbien               | Partido Conservador Colombiano | Präsident von Kolumbien (1998–2002) |
|  | Pratibha Patil               | Indien                  | -                              | Präsidentin der Republik Indien (2007–2012) |
|  | Percival J. Patterson        | Jamaika                 | PNP (bis 2011)                 | Premierminister von Jamaika (1992–2006) |
|  | Sebastián Piñera             | Chile                   | -                              | Präsident von Chile (2010–2014) |
|  | Romano Prodi                 | Italien                 | PD                             | Präsident der Europäischen Kommission (1999–2004) Präsident des Ministerrats (1996–1998, 2006–2008)                                                          |
|  | Jorge Quiroga Ramírez        | Bolivien                | PODEMOS                        | Präsident von Bolivien (2001–2002) |
|  | Iveta Radičová               | Slowakei                | -                              | Ministerpräsidentin der Slowakei (2010–2012) |
|  | José Ramos-Horta             | Osttimor                | parteilos                      | Friedensnobelpreisträger 1996 Premierminister von Osttimor (2006–2007) Präsident von Osttimor (2007–2012)                                                    |
|  | Poul Nyrup Rasmussen         | Dänemark                | Socialdemokraterne             | Premierminister von Dänemark (1993–2001) |
|  | Mary Robinson                | Irland                  | Parteilos                      | Präsident von Irland (1990–97) Hoher Kommissar der Vereinten Nationen für Menschenrechte (1997–2002)                                                         |
|  | José Luis Rodríguez Zapatero | Spanien                 | PSOE                           | Premierminister von Spanien (2004–2011) |
|  | Petre Roman                  | Rumänien SR Rumänien    | FSN (1989–1991)                | Premierminister von Rumänien (1989–1991) |
|  | Kevin Rudd                   | Australien              | ALP                            | Premierminister von Australien (2007–2010, 2013) |
|  | Julio María Sanguinetti      | Uruguay                 | PC                             | Präsident von Uruguay (1985–1990, 1995–2000) |
|  | Wolfgang Schüssel            | Österreich              | ÖVP                            | Bundeskanzler von Österreich (2000–2007) |
|  | Jenny Shipley                | Neuseeland              | New Zealand National Party     | Premierminister von Neuseeland (1997–1999) |
|  | Jóhanna Sigurðardóttir       | Island                  | Allianz                        | Premierministerin von Island (2009–2013) |
|  | Fouad Siniora                | Libanon                 | Zukunftsbewegung               | Premierminister des Libanon (2005–2009) |
|  | Hanna Suchocka               | Polen                   | UD                             | Ministerpräsidentin von Polen (1992–1993) |
|  | Boris Tadić                  | Serbien                 | SDS                            | Präsident von Serbien (2004–2012) |
|  | Jigme Thinley                | Bhutan                  | DPT                            | Ministerpräsident von Bhutan (2008–2013) |
|  | Helle Thorning-Schmidt       | Dänemark                | S                              | Ministerpräsidentin von Dänemark (2011–2015) |
|  | Martín Torrijos              | Panama                  | PRD                            | Präsident von Panama (2004–2009) |
|  | Danilo Türk                  | Slowenien               | Parteilos                      | Staatspräsident (2007–2012) |
|  | Aminata Touré                | Senegal                 | APR                            | Premierministerin des Senegal (2013–2014) |
|  | Tsachiagiin Elbegdordsch     | Mongolei                | DP                             | Premierminister der Mongolei (1998, 2004–2006), Präsident der Mongolei (2009–2017)                                                                           |
|  | Cassam Uteem                 | Mauritius               | MMM Mauritius                  | Präsident von Mauritius (1992–2002) |
|  | Herman Van Rompuy            | Belgien                 | CD&V                           | Premierminister von Belgien (2008–2009) |
|  | Guy Verhofstadt              | Belgien                 | VLD                            | Premierminister von Belgien (1999–2008) |
|  | Susilo Bambang Yudhoyono     | Indonesien              | DP                             | Staatspräsident von Indonesien (2004–2014) |
|  | Vaira Vīķe-Freiberga         | Lettland                | Parteilos                      | Präsident von Lettland (1999–2007) |
|  | Ernesto Zedillo              | Mexiko                  | PRI                            | Präsident von Mexiko (1994–2000) |

Ehemalige ordentliche Mitglieder:
|  | Name                              | Staatsangehörigkeit  | Partei                                           | Ämter |
|  | --------------------------------- | -------------------- | ------------------------------------------------ | --- |
|  | Sadiq al-Mahdi                    | Sudan                | National Umma Party Sudan                        | Premierminister von Sudan (1966–1967, 1986–1989)                                                             |
|  | Joyce Banda                       | Malawi               | PP                                               | Staatspräsidentin von Malawi (2012–2014)                                                                     |
|  | Rupiah Banda                      | Sambia               | MMD                                              | Präsident von Sambia (2008–2011)                                                                             |
|  | Martti Ahtisaari                  | Finnland             | SDP                                              | Präsident von Finnland (1994–2000)                                                                           |
|  | Michail Sergejewitsch Gorbatschow | Russland Sowjetunion | Kommunistische Partei der Sowjetunion (bis 1991) | Generalsekretär der Kommunistischen Partei der Sowjetunion (1985–1991) Oberster Sowjet der UdSSR (1988–1991) |
|  | Bacharuddin Jusuf Habibie         | Indonesien           | Golkar                                           | Präsident von Indonesien (1998–1999)                                                                         |
|  | Horst Köhler                      | Deutschland          | CDU                                              | Bundespräsident (2004–2010)                                                                                  |
|  | Javier Pérez de Cuéllar           | Peru                 | Unión por el Perú                                | Generalsekretär der Vereinten Nationen (1982–1991) Presidente del Consejo de Ministros del Perú (2000–2001)  |
|  | Abdel Rahim el-Kib                | Libyen               | -                                                | Ministerpräsident der Übergangsregierung in Libyen (2011–2012)                                               |
|  | Fidel V. Ramos                    | Philippinen          | Lakas-Demokratikong Kristiyano at Muslim         | Präsident der Philippinen (1992–1998)                                                                        |
|  | Òscar Ribas Reig                  | Andorra              | AND                                              | Vorsitzender der Regierung von Andorra (1982–1984 und 1990–1994)                                             |
|  | Jorge Sampaio                     | Portugal             | PS                                               | Präsident von Portugal (1996–2006)                                                                           |

Ehrenmitglieder:
- Ban Ki-moon
- Jimmy Carter
- Jacques Delors
- Enrique Valentín Iglesias
- Javier Solana
- Aung San Suu Kyi

Des Weiteren gibt es eine Vielzahl von institutionellen Mitgliedern (juristische Personen).